# 玉树后庭花
《玉树后庭花》曲，陳後主作。因其音靡靡，陈国不久覆灭，自古以来就被称为亡国之音。此曲早已不存，仅存其词。

## 原文
麗宇芳林對高閣，新籹艶質本傾城；
映户凝嬌乍不進，出帷含态笑相迎，
妖姬臉似花含露，玉樹流光照後庭。

## 原文误传
湖南卫视的相关电视剧中增加了“花开花落不长久，落红满地归寂中”一句，该剧热播导致原诗误传。

## 后人评价及史料记载
“世言陳後主輕薄最甚者，莫如黄鸝留、玉樹後庭花、金釵兩鬢垂等曲，今曲不盡傳，惟見玉樹一篇寥落寡致，不堪男女唱和，即歌之亦未極哀也。”——《漢魏六朝百三家集·卷一百二》
“陳後主於清樂中造黄驪留及玉樹後庭花、金釵兩髩垂等曲，與幸臣等製其歌詞，綺艷相髙，極於輕蕩，男女唱和其音甚哀。”——《隋書·樂志》
「禎明初，後主作新歌，詞甚哀怨，令後宮美人習而歌之。其辭曰：『玉樹後庭花，花開不復久。』時人以歌讖，此其不久兆也。」—— 《隋書·五行志》
“後主每引賓客對貴妃等遊宴，則使諸貴人及女學士與狎客共賦新詩，互相贈答。採其尤豔麗者以為曲詞，被以新聲。選宫女有容色者以千百數，令習而謌之，分部迭進持以相樂。其曲有玉樹後庭花臨春樂等。”——《陳書·卷七》
“陳之將亡，作《玉樹後庭花》。”——《资治通鉴》
“太宗曰：不然，夫音聲感人自然之道也，故歡者聞之則悦，憂者聴之則悲。悦之情在於人心，非由樂也。將亡之政其民必苦，然苦心所感，故聞而悲耳，豈樂聲哀怨能使悦者悲乎？今玉樹後庭花、伴侣之曲其聲俱存，朕當為公奏之，知公必不悲矣。”——《唐會要·卷三十二》

## 诗文存疑
此诗最早记载在宋郭茂倩的《乐府诗集》，自陈至宋间史料皆无有全诗录入。《唐音癸籤》中写道：“  玉樹後庭花/　陳後主作/唐有大曲。”恐陈后主原作已在唐代重修。